# The day Thou gavest, Lord, is ended

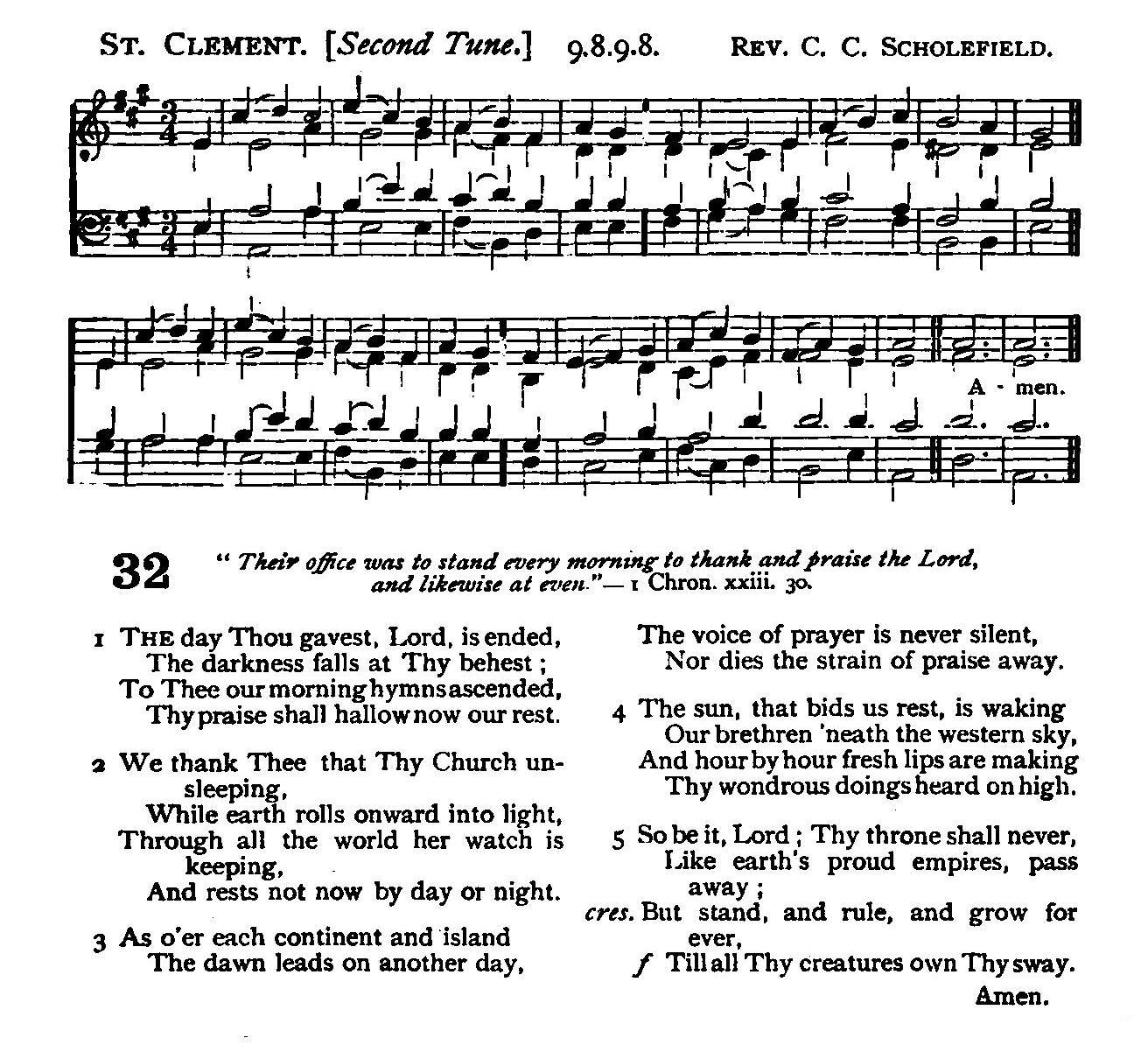
Erstdruck von The day Thou gavest, Lord, is ended in Arthur Sullivans Church Hymns with Tunes (1874)

The day Thou gavest, Lord, is ended ist ein englisches geistliches Lied, das mehrfach ins Deutsche übertragen und in die wichtigsten deutschsprachigen Gesangbücher aufgenommen wurde.

## Text

### Englisches Original
Den Originaltext verfasste der anglikanische Geistliche und Liederdichter John Ellerton (1826–1893). Die Strophen erschienen – ohne Melodie – 1870 in A Liturgy for Missionary Meetings erstmals im Druck. Anders als der Kontext erwarten lässt, sind sie kein Bittgebet um die Ausbreitung des Evangeliums, sondern ein abendlicher Dank für das weltumspannende, im „Rollen“ des Erdballs niemals endende Gotteslob der Kirche. Diese ist, analog zum globalen Horizont des Britischen Weltreichs und der Anglikanischen Gemeinschaft, zugleich konfessionsübergreifend singularisch als Una Sancta gedacht. Die letzte der fünf Strophen stellt das überzeitliche Königreich Gottes den vergänglichen „proud empires“ der Weltgeschichte entgegen. 
Jede Strophe besteht aus vier weiblich-männlich alternierenden, jambischen Vierhebern mit dem Reimschema [abab]. Die deutschen Nachdichtungen folgen diesem Strophenbau. Das Evangelische Gesangbuch bietet unter Nr. 266 nach der Übertragung von Gerhard Valentin auch den vollständigen Text Ellertons.

### Deutsche Nachdichtungen

#### Karl Albrecht Höppl
Die älteste Übertragung, Der Tag ist um, die Nacht kehrt wieder, verfasste der bayerische lutherische Pfarrer Karl Albrecht Höppl (1908–1988) für die deutsche Version der Weltgebetstagsliturgie 1958. Von Ellertons Strophen ließ er die zweite, ausdrücklich ekklesiologische aus. Mit der Genfer Melodieⓘ von Guillaume Franc (1543) wurde sein Text zum Schlusslied der Weltgebetstagsgottesdienste bis heute. Im EG ist es als Nr. 490 unter den Abendliedern enthalten.

#### Gerhard Valentin
Die Übertragung Der Tag, mein Gott, ist nun vergangen schuf Gerhard Valentin (1919–1975) im Jahr 1964. Valentin war Lehrer, Schauspieler und ab 1967 Musikreferent im Landesjugendpfarramt der Evangelischen Kirche im Rheinland. Sein Lied war für die Gruppen der evangelischen Jugendarbeit bestimmt. Der Text folgt allen fünf Strophen des englischen Originals und war von Anfang an mit dessen Melodie verbunden. So ist er im EG als Nr. 266 in der Rubrik Gottesdienst – Ökumene enthalten, im altkatholischen Gesangbuch Eingestimmt als Nr. 704 unter den Abendliedern.

#### Gertrud Dalgas-Hüssy
Die vierte Strophe des Ellerton-Liedes übertrug 1924 auch Gertrud Hüssy-Dalgas (1897–1985), die Mitbegründerin der Bruderhof-Bewegung, ins Deutsche. Sie lautet: Ist uns die Sonn´ zur Ruh´gegangen, / weckt sie die Brüder überm Meer. / Und stündlich neu wird angefangen / ein Loblied, das dich preist, o Herr. Abgedruckt findet sich diese Strophe in den freikirchlichen Gesangbüchern Gemeindelieder (486,3) sowie Feiern und Loben (471,3). Im Gesangbuch Feiern und Loben wurde von anderer Hand das Wort Brüder durch das Wort Menschen ersetzt.

#### Raymund Weber
Die jüngste Version mit der Anfangszeile Du lässt den Tag, o Gott, nun enden verfasste der katholische Theologe und Germanist Raymund Weber (* 1939) im Jahr 1989. Den ursprünglich fünf Strophen fügte er 2009 zwei weitere hinzu, die ohne Bezug auf die englische Vorlage das Enden des irdischen Lebens und das „Morgenlicht der Ewigkeit“ thematisieren. So ist das Lied, mit der Originalmelodie, im katholischen Gotteslob als Nr. 96 in der Rubrik Abend enthalten.

## Melodie
Die im englischen Sprachraum populäre Melodieⓘ des Liedes wurde 1874 von Arthur Sullivan in einer Kirchenliedersammlung herausgegeben und von Anfang an für The day Thou gavest verwendet. Bei Sullivan trägt sie den Titel St Clement und den Verfassernamen des anglikanischen Geistlichen und Komponisten Clement Cotterill Scholefield (1839–1904). In der englischen Hymnologie wird jedoch neuerdings die – vielleicht teilweise – Verfasserschaft Sullivans selbst diskutiert, da die Melodie qualitativ weit über Scholefields sonstigem Schaffen stehe.
 

Sie steht im Drei-Viertel-Takt und erhält ihren Schwung durch die Sext-Intervalle am Beginn der ersten und dritten Zeile sowie durch melismatisch übergebundene Terz- und Quart-Intervalle im weiteren Verlauf. 
 Im Evangelischen Gesangbuch und im Gesangbuch Eingestimmt ist der originale vierstimmige Satz enthalten.

## Geschichte
Königin Victoria wünschte sich 1897 zur Feier ihres Diamantenen Thronjubiläums neben anderen dieses Lied, und es wurde weltweit bei den Dankgottesdiensten gesungen.
Genau 100 Jahre später war das Lied Teil der Zeremonie zur Übergabe der Kronkolonie Hongkong in die Souveränität der Volksrepublik China.
Bei einer 2005 von der BBC veranstalteten Abstimmung über The nation’s favourite hymn erreichte The day Thou gavest, Lord, is ended Platz 3 in der Kategorie Songs of Praise.